# Alex Roubert
Pour les articles homonymes, voir Roubert.
Alex Roubert, né le 12 juin 1901 à La Colle-sur-Loup (Alpes-Maritimes) et mort le 14 janvier 1980  dans la même ville, est un avocat et homme politique français.

## Biographie
Après des études de droit à l'université d'Aix-en-Provence, il s'inscrit au barreau de Grasse en 1921. Il devient bâtonnier de ce barreau, en 1928. Adhérant aux Jeunesses socialistes en 1924, il devient secrétaire de la section d'Antibes de la SFIO en 1936, puis secrétaire fédéral en 1937. Durant la Seconde Guerre Mondiale, il est nommé membre du comité directeur SFIO pour la zone sud, et chef départemental du Mouvement de libération clandestin. Après être président d'honneur du comité départemental de libération des Alpes-Maritimes, en 1944, il est élu conseiller municipal de Nice, en mai 1945. Il restera à ce poste jusqu'en 1947. 
Il est député des Alpes-Maritimes de l'assemblée constituante de 1945, où il participe à la commission des finances, il est réélu à celle de 1946, puis siège comme sénateur de 1946 à 1971.
En dehors de ses mandats électoraux, il intervient à plusieurs fonctions, dans la société civile : il dirige des sociétés sportives et collabore à des publications journalistiques ; en 1950, il est nommé président du conseil de direction de l'Office des biens et intérêts privés français à l'étranger, à la suite de Léon Blum. Ses connaissances, en tant qu'avocat, lui permettent de se pencher sur les institutions de la IVe République française, et notamment sur le projet de loi relatif au renouvellement de l'Assemblée nationale.